# Tassie Tigers
Tassie Tigers est un club de hockey sur gazon australien basé à Hobart, Tasmanie. Le club a rejoint la Australian Hockey League (en) (AHL) en 1992 en tant qu'équipe masculine. En 2019, les Tassie Tigers se sont élargis pour englober les équipes masculines et féminines de Tasmanie, Tassie Van Demons (en), en tant que l'un des 7 clubs à participer à la nouvelle compétition nationale de premier plan de Hockey Australia, Hockey One (en).
Les Tassie Tigers participent à la saison inaugurale de Hockey One (en), qui se déroule de fin septembre à mi-novembre 2019.
En 2014, les Tigers deviennent champions de la AHL, faisant match nul 2-2 avec les WA Thundersticks dans le match pour la médaille d'or, mais l'emportant finalement 3-2 aux tirs au but.

## Stade à domicile
Les Tassie Tigers sont basés au Tasmanian Hockey Center dans la capitale de la Tasmanie, Hobart. Tout au long de la ligue Hockey One, les Tassie Tigers joueront un certain nombre de matchs à domicile au stade.

## Équipes

### Masculin
Détails et composition des équipes à confirmer.

### Féminin
Détails et composition des équipes à confirmer.

## Histoire
| Saison | Position |
| ------ | -------- |
| 2013   | 5e       |
| 2014   | 1er      |
| 2015   | 3e       |
| 2016   | 7e       |
| 2017   | 7e       |

## Prix

### Individuel
Meilleur joueur :
- Todd Williams - 1993
- Daniel Sproule - 1998
- Matthew Wells (2) - 2001, 2003
- Zain Wright  - 2002
- Eddie Ockenden (4) - 2011, 2013, 2014, 2015

Meilleur buteur :
- Craig Keegan (2) - 1999 (15 buts), 2000 (10 buts)
- Marcus Richardson - 2007 (12 buts)
- Eddie Ockenden - 2011 (11 buts)
- Kieron Arthur - 2017 (9 buts)

Meilleur joueur de la finale :
- Tristan Clemons - 2014

### Équipe
Champions :
2014
Fair-play :
2014, 2015